# Jason Frasor
Jason Andrew Frasor (9 de agosto de 1977) es un exlanzador estadounidense de béisbol profesional. Anteriormente jugó con los Toronto Blue Jays, Chicago White Sox, Texas Rangers, Kansas City Royals y Atlanta Braves de las Grandes Ligas.

## Carrera profesional

### Toronto Blue Jays
Frasor se desempeñó como lanzador abridor en las menores entre 1999 y 2002, hasta que se convirtió en un relevista en 2003. Los Azulejos de Toronto lo adquirieron de los Dodgers de Los Ángeles antes de la temporada 2004, a cambio de Jayson Werth. Debutó con los Azulejos en 2004, dejando efectividad de 4.08 en 63 juegos. Fue enviado a las menores el 28 de abril de 2006, y llamado nuevamente el 11 de mayo. El 2 de julio de 2006 fue degradado de nuevo a Triple-A, siendo reemplazado por Shaun Marcum.
El 9 de enero de 2007, Frasor firmó un contrato de un año para la temporada de 2007 con los Azulejos, evitando el arbitraje salarial. El contrato valió $ 825.000 con incentivos acumulados basados en juegos lanzados.
Comenzó 2009 con un récord de 4-0 hasta principios de mayo, sin permitir una carrera limpia. Esta fue una de las mejores marcas en todas las Grandes Ligas de Béisbol, y ayudó a los Azulejos a mantener el primer lugar en la Liga Americana durante los primeros 26 juegos de la temporada.
El 17 de julio de 2011 hizo su aparición 453 para los Azulejos, superando a Duane Ward como líder de todos los tiempos en apariciones con el equipo.

### Chicago White Sox
El 27 de julio de 2011, Frasor fue cambiado a los Medias Blancas de Chicago junto a Zach Stewart a cambio de Mark Teahen y Edwin Jackson.

### Regreso a Toronto
El 1 de enero de 2012, Frasor fue cambiado de nuevo a los Azulejos de Toronto por los lanzadores prospectos Myles Jaye y Daniel Webb. El 21 de julio fue colocado en la lista de lesionados retroactivo al 17 de julio con opresión en el antebrazo derecho.

### Texas Rangers
El 3 de enero de 2013, Frasor firmó un contrato de un año con los Rangers de Texas. Participó como relevista intermedio en 61 partidos, dejando marca de 4-3 con 2.57 de efectividad y 10 holds, ponchando a 48 bateadores en 49 entradas lanzadas.
El 11 de octubre firmó por un año, $ 1,75 millones con incentivos para regresar a los Rangers.

### Kansas City Royals
El 16 de julio de 2014, Frasor fue transferido a los Reales de Kansas City a cambio del lanzador Spencer Patton. Fue designado para asignación el 6 de julio de 2015, y puesto en libertad el 13 de julio.

### Bravos de Atlanta
Frasor y los Bravos de Atlanta acordaron un contrato por el resto de la temporada 2015 el 16 de julio de 2015. Fue liberado el 25 de agosto de 2015 luego de ser activado de la lista de lesionados.